# Корнська мова
Корнська мова (корн. Kernowek; англ. Cornish) — мова, що належить до бриттської гілки кельтської групи індоєвропейської мовної сім'ї. До XIX століття була мовою частини населення англійського графства Корнуол, в наш час робляться спроби її відродити.
Загально нею вільно спілкується близько 2 000 осіб, хоча навіть вони в повсякденному житті часто користуються англійською.

## Класифікація
Корнська є однією з бритських мов, які складають окрему групу кельтських мов. Опріч корнської, ця група також включає валлійську, бретонську, вимерлу кумбрійську та, ймовірно, піктську мови. Тоді як ірландська, шотландська гельська, менська мови становлять іншу, гойдельську, гілку кельтських мов. Тому будучи однією з кельтських мов, корнська має спільну основну лексику з іншими кельтськими, зокрема: 80 % базової лексики — з бретонською, 75 % — з валлійською, 35 % — з ірландською і шотландською гельською мовами.

## Історія

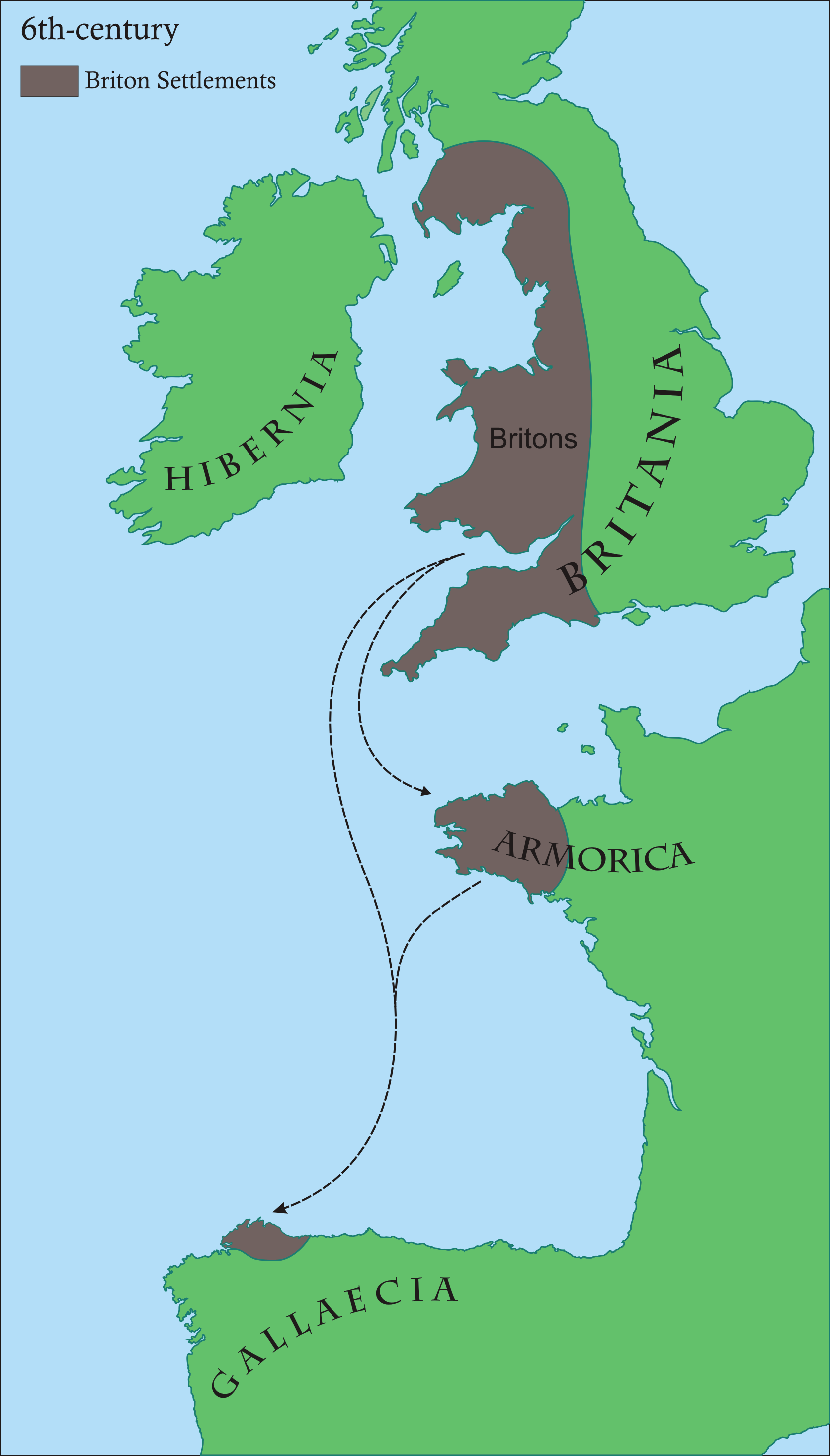
Місця розселення бритів (коричневий) у VI ст.

Корнуолл був заселений кельтами тоді, коли інша, південна Британія, тобто, можливо, з VI століття до н. е., а в І сторіччі н. е. потрапив під владу римлян (див. Римська Британія). Початок розпаду єдиної загальнобритської мови (британської мови) відноситься приблизно до V сторіччя н. е., коли кельтів почали тіснити із заходу англосакси. 577 року після битви біля Деорхама англосаксонські володіння досягли гирла річки Северн, внаслідок чого брити південного заходу острова опинилися відірваними від своїх одноплемінників теперішнього Уельсу та північної Англії. Приблизно у ту пору розпочинається переселення бритів на півострів Арморика, який після цього отримує назву Бретань. Мова армориканських бритів врешті стала бретонською, а на південному заході Великої Британії розпочалося просування англійської мови. Вказане створило умови для формування з південно-західної бритської мови сучасних графств Корнуолл, Девоншир, Сомерсет і Дорсет корнської мови. Територія, яка перебувала під контролем бритів південно-західної Англії і де була поширена корнська мова, протягом декількох сторіч поступово скорочувалася у зв'язку з розширенням англосаксонського королівства Уессекс, а згодом об'єднаної англійської держави. У 927 році англійський король Етельстан витіснив кельтів від Ексетера та 936 року установив кордон між королівством Англія та кельтським Корнуоллом по східному березі річки Теймар. Відсутні жодні відомості щодо військової кампанії Етелстана у Корнуолл. Проте, здається, що корнуолльський король Гівел, напевно, після такої кампанії погодився на деякі поступки перед англійцями, аби зберегти автономію краю. Натомість, корнська мова і надалі крізь період Середньовіччя продовжувала розвиватися, досягши свого піку у ХІІІ сторіччі, коли кількість носіїв мови становила приблизно 39 000 осіб. Втім вже у наступні століття чисельність мовців невпинно зменшувалася.
Найдавнішим писемним свідченням про корнську мову вважається запис у латинському рукописі ІХ століття «Утішання філософією» Аніція Боеція окремої глоси ud rocashaas, яка означає: «Він (розум) ненавидів похмурі місця».
Однак, першою писемною пам'яткою корнської мови є латинсько-корнський словник, який має назву Vocabularium Cornicum і є складений приблизно в XII сторіччі. Близько XIII століття розпочинається середньокорнський період, під час якого створюються помітні твори корнської літератури: Pascon agan Arluth («Пристрасті нашого Господа»), Ordinalia (XV ст.) — велика віршована п'єса, що складається з трьох частин («Походження світу», «Пристрасті Христові», «Воскресіння Господа»), Beunans Meriasek («Житіє св. Меріадока»), Bewnans Ke («Життя Кея»), яка містить матеріал, що звертається до романів про короля Артура, проповіді Трегира. Значні пам'ятки середньокорнською мовою — релігійні драми, складені під впливом англійських містерій, але не позбавлені відомої оригінальності, а вже далі світка та духовна лірика. Приблизно у XVII сторіччі розпочинається новокорнський період; про мову цього періоду багато відомо з записів валлійського антиквара Едварда Ллуйда. Останній з представників корнських ліриків цієї епохи — Джеймс Дженкінс — помер у 1710 році.

Межі звуження території поширення корнської мови між 1300 і 1750 роками

Упродовж усього часу, починаючи з V сторіччя н. е., територія поширення корнської мови неухильно звужувалася, хоча ще у XVI столітті, коли в ході Реформації по всій Англії вводилося богослужіння англійською мовою, багацько людей у Корнуоллі протестували, оскільки зовсім не знали англійської. Так, У 1549 році, понад 4 000 осіб, які виступили проти введення англомовного богослужіння, за наказом короля були убиті. Їх керівників було страчено, а інших заколотників репресовано. Корнська мова зазнавала дедалі більшого англійському впливу (зокрема, корнський правопис, з часом все більше наближався до англійського). При цьому, щоправда, не припинялися зв'язки Корнуолла з Бретанню, особливо це стосувалося рибалок, а також сезонних робітників, які приїздили сюди на заробітки (у Корнуеллі були виявлені багаті родовища олова).
Традиційно вважається, що останнім носієм корнської мови була Доллі Пентріт, яка померла 1777 року. Проте, існують також твердження, які все-таки часто піддаються сумніву, що ще у 1875 році були виявлені шість осіб, які розмовляли по-корнськи, але усі вони мали пристарілий вік. Деколи розповідається, що останніми носіями корнської були Джон Дейві, який помер у 1890 році, або Елісон Треганнінг, яка померла у 1906 році. Останнім відомим носієм, що не знав іншої мови, крім корнської, був Честен Марчант, який помер 1676 року.

## Відродження
Відродження корнської мови стало можливим завдяки праці Генрі Дженнера, який знайшов у рукописі XIV ст., в Британському музеї, рядки з середньовічної п'єси корнською мовою. Він подорожуював Корнуолом та розпитував носіїв корнської мови, вчив корнську мову з їхньою допомогою, а також досліджував тексти корнською мовою, які тільки міг знайти. У 1904 році Генрі Дженнер опублікував «Підручник корнської мови» (англ. Handbook of the Cornish language). 
Роберт Мортон Ненс реконструював один з варіантів корнської мови, переважно на основі середньокорнських літературних текстів, при цьому він посилався не лише на власне корнські тексти, а й на валлійський та бретонський матеріал, зокрема, у тому, що стосується слів для позначення сучасних реалій. Він назвав її «Єдина корнська» (Kernewek Unys), скорочено UC, яка тривалий час була загальноприйнятою та частково зберігає свої позиції й тепер.
1967 року була створена Рада з корнської мови (Kevas an taves Kernewek), метою якої є пропагування та поширення корнської мови. 
На початку 1980-х років Річард Ґендалл, соратник Ненса, висунув нову систему корнської, похідну від пізньої прози, мова якої дуже сильно була піддана англійському впливу. Ця система мови («Сучасна корнська», Curnoack Nowedga) не знайшла широкого розповсюдження, тим більше, що вона увесь час переглядалася і самим автором.
У 1986 році Кен Джордж випустив опис системи корнської мови «Загальної корнської» (Common Cornish, Kernewek Kemmyn, KK). У цій системі було усунуто багато недоліків UC. KK була сприйнята з великим ентузіазмом, передусім її вихваляли вчителі та викладачі. Товариство з корнської мови у своїй діяльності офіційно користується нею, як і, за деякими оцінками, до 80 % усіх тих, хто володіє корнською мовою.
1995 року Ніколас Вільямс оприлюднив свій варіант корнської мови, так звану UCR, «Переглянута єдина корнська» (Unified Cornish Revised, Kernewek Unys Amendys). Вільямс припускав, що система UC у своїй основі ліпша, аніж KK, а недоліки першої можна виправити, якщо взяти до уваги матеріали рукописів, недоступних Ненсу. UCR не стала дуже популярною, проте її підтримує організація Agan Tavas («Наша мова»). Суперечки навколо різних варіантів мови можуть бути занадто запеклими, попри те, що на практиці всі ці різновиди взаємозрозумілі.

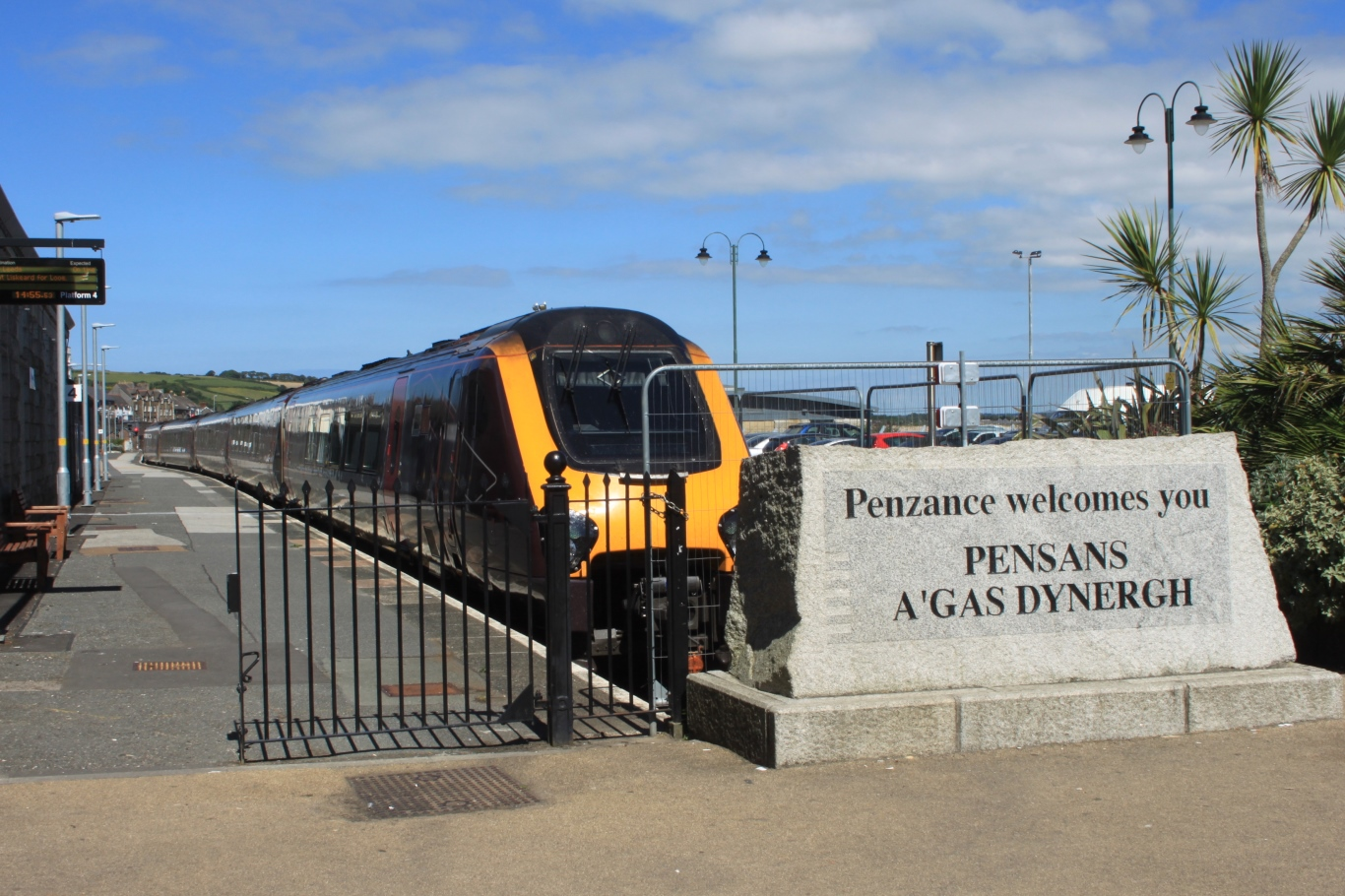
Надпис «Пензанс вітає Вас» англійською і корнською мовами

За останніми певними оцінками, різною мірою корнською мовою володіє до 3500 осіб (менше відсотка всього населення Корнуолла). Внаслідок успішності процесу відродження спостерігається зростання інтересу до корнської мови, відповідне збільшення кількості її носіїв. 
Нині видаються часописи винятково корнською мовою: «An Gannas», «An Gowser» та «An Garrick». Радіостанція «BBC Radio Cornwall» постійно транслюютє новинні блоки та радіопередачі корнською мовою. Місцева газета «Western Morning News» публікує статті корнською мовою.
2002 року було сфільмовано першу художню стрічку повністю корнською мовою «Гірко-солодкий» (Hwerow Hweg).
У 2008 році приблизно 2 000 опитаних осіб заявили, що вільно володіють корнською, що значно перевищує чисельність таких мовців у 2000 році, коли нею вільно могли спілкуватися близько 300 осіб. Чимало носіїв мови виховується у корнськомовних сім'ях, але більшість з цих людей все-таки частіше користується англійською. Корнська мова має неабияку підтримку з боку місцевої влади, значне поширення у Корнуоллі набувають двомовні дорожні знаки та дороговкази, корнською регулярно ведуться новини по радіо, створюються інші радіопередачі. Існує також кілька корнських періодичних видань, статті корнською друкуються і в англомовних газетах. Створюється багата корнськомовна література, насамперед проза. У 2002 році уряд Великої Британії ухвалив рішення про захист корнської мови у межах Європейської хартії про регіональні мови та мови меншин.

## Мовознавча характеристика

### Писемність
Писемність корнської мови ґрунтується на латиниці, орфографія у всі історичні періоди існування мови була нестійкою. У середньокорнський та особливо в новокорнський періоди помітний вплив на корнський правопис мала англійська орфографія.

### Фонетика
Вимова корнської мови ґрунтується на відомостях, зібраних мовознавцем Едвардом Ллуйдом, який відвідав Корнуолл у 1700 році. Для наслідування вимови використовуються традиційні тексти корнською мовою, оскільки значна частина пізніших творів писалися за відсутності встановлених стандартів правопису корнської мови. Також, у фонетиці широко застосовується акцент, властивий для англійської мови.

#### Приголосні
«Переглянута єдина корнська» (Kernowek Ünys Amendys) (UCR):
|                                                     | Губно-губний (білабіальний) | Губно-зубний (лабіодентальний) | Зубний (дентальний)/Ясенний (альвеолярний) | Піднебінний (палатальний) | Задньопіднебінний (велярний) | Губнозадньопіднебінний (лабіовелярний) | Гортанний (глотальний) |
| --------------------------------------------------- | --------------------------- | ------------------------------ | ------------------------------------------ | ------------------------- | ---------------------------- | -------------------------------------- | ---------------------- |
| Проривний (плозивний)                               | p b                         |                                | t d                                        |                           |                              | k g                                    |                        |
| Носовий (насальний)                                 | m                           |                                | n                                          |                           | ŋ                            |                                        |                        |
| Щілинний (фрикативний)                              |                             | f v                            | θ ð / s z / ʃ ʒ                            |                           | x                            |                                        | h                      |
| Сонорний щілинний (апроксимант)                     |                             |                                | ɹ                                          | j                         |                              | ʍ w                                    |                        |
| Боковий сонорний щілинний (латеральний апроксимант) |                             |                                | l                                          |                           |                              |                                        |                        |

«Загальна корнська» (Kernewek Kemmyn) (КК):
| p b |     | t d |       | k g (kʷ gʷ) |   |
|     |     |     | tʃ dʒ |             |   |
| f v | θ ð | s z | ʃ ʒ   | (ħ) (ʍ)     | h |
| m   |     | n   |       |             |   |
|     |     | r l | j     | w           |   |

#### Голосні
«Переглянута єдина корнська» (Kernowek Ünys Amendys) (UCR):
| i(:) y(:)               |      | u(:) |
| e(:) œ (:)              | ə    | o(:) |
|                         | æ(:) |      |
| aw, ɔw, iw, əj, ɔj, i:ə |      |      |

«Загальна корнська» (Kernewek Kemmyn) (КК):
| i(:) y(:)               |      |      |
| ɪ(:)                    |      | o: ɤ |
| ε(:) œ(:)               |      | ɔ(:) |
|                         | a(:) |      |
| iw ɪw εw aw ɔw εj aj ɔj |      |      |

### Граматика
Корнська мова є кельтською мовою індоєвропейської мовної сім'ї. Вона має багато спільних рис з іншими острівними кельтськими мовами. До них належать:
- Мутація початкових приголосних, яка полягає у тому, що перший приголосний звук слова може змінюватися залежно від значення слова, його граматичного контексту. Як у бретонській, у корнській мові є 4 типи мутації початкових приголосних (у валлійській мові 3 типи, а в ірландській, менській та шотландській гельській мовах — по 2). Це мутації м'яка (b -> v, і т. д.), жорстка (b -> p), аспіративна (b незмінний, t -> th) та мішана (b -> f):

| Немутований приголосний | М'яка мутація | Аспіративна мутація | Жорстка мутація | Мішана мутація |
| ----------------------- | ------------- | ------------------- | --------------- | -------------- |
| p                       | b             | f                   | -               | -              |
| t                       | d             | th                  | -               | -              |
| c, k                    | g             | h                   | -               | -              |
| b                       | v             | -                   | p               | f              |
| d                       | dh            | -                   | t               | t              |
| g1                      | disappears    | -                   | c, k            | h              |
| g²                      | w             | -                   | c               | wh             |
| gw                      | w             | -                   | qw              | wh             |
| m                       | v             | -                   | -               | f              |
| ch                      | j             | -                   | -               | -              |

1 Перед неогубленими голосними (i, y, e, a), l, і r + неогублений голосний.

² Перед огубленими голосними (o, u), і r + огублений голосний.
- Змінювальний (чи відмінювальний) прийменник. Прийменник у сполученні з особовим займенником дає окрему форму слова. Наприклад, gans (with, by) + my (me) -> genef; gans + ef (him) -> ganso.
- Неозначений артикль. Cath означає «кіт» або «(будь-який) кіт» (існує, однак означений артикль: an gath означає «(цей) кіт»).

## Приклади слів
| Корнська | Валлійська     | Бретонська  | Українська     |
| -------- | -------------- | ----------- | -------------- |
| Kernowek | Cernyweg       | Kerneveureg | корнська       |
| gwenenen | gwenynen       | gwenanenn   | бджола         |
| cador    | cadair         | kador       | стілець        |
| keus     | caws           | keuz        | сир            |
| en-mes   | y ffordd allan | er-maez     | вихід          |
| codha    | cwympo         | kouezhañ    | падати         |
| gaver    | gafr           | gavr        | коза           |
| chy      | tŷ             | ti          | будинок        |
| gweus    | gwefus         | gweuz       | губа           |
| aber     | aber, genau    | aber        | гирло річки    |
| niver    | rhif, nifer    | niver       | число          |
| peren    | gellygen       | perenn      | грушка         |
| scol     | ysgol          | skol        | школа          |
| megy     | mygu           | mogediñ     | курити, палити |
| steren   | seren          | steredenn   | зірка          |
| hedhyw   | heddiw         | hiziv       | сьогодні       |
| whibana  | chwibanu       | c'hwibanat  | свистіти       |